# USS LST-914
O USS LST-914 foi um navio de guerra norte-americano da classe LST que operou durante a Segunda Guerra Mundial.